# Crocidura musseri
Crocidura musseri là một loài động vật có vú trong họ Chuột chù, bộ Soricomorpha. Loài này được Ruedi & Vogel miêu tả năm 1995.